# 赤塚真賢
赤塚 真賢（あかつか まさかた）は、戦国時代から江戸時代前期にかけての武将。島津氏の家臣。

## 略歴
弘治3年（1557年）4月15日に蒲生氏、菱刈氏との戦いの際に初陣を果たし、その際に首級も上げた。永禄4年（1561年）7月12日の廻坂の戦いにおいても首級を上げ、島津義久より槍を賜っている。
永禄7年（1564年）、島津義弘に従い真幸院飯野へと移る。天正4年（1576年）、伊東氏の高原城が落城、三ツ山城も島津に降ると、真賢は三ツ山地頭代及び足軽大将へ任じられ20年以上、三ツ山城でそれを務めた。天正6年（1578年）、久留木康辰、和田円覚院、花堂大円坊と共に、高原城落城後に伊東義祐により霧島山東御在所権現宮座主に任じられていた民部郷秀澄を、命により誅殺している（島津氏は日向国を支配したおり、島津氏を調伏していた伊東側の僧に対し誅殺、追放などを行っている）。また一方で、肥後国皆越城などへ忍び入り、諸所への工作等の山潜り（島津家での隠密行為の意）も務めている。
その後も義弘に従い、肥後攻めや豊後国攻めに従軍、天正15年（1587年）の豊臣秀吉による九州平定の際は、菅迫城に入り番をしていた伊集院三河守、犬童頼安らを退却させるべく、小林衆50人を率いてこれを成し遂げ、且つその通路を塞いでいた敵を退け、三河守、頼安らを無事に生還させている。慶長6年（1601年）、蒲生新城（鹿児島城か?）が普請されると、真賢は新城へ移り10年間程城の番を務め50石を加増される。
寛永10年（1633年）に病死、享年92。